# Apaturinae
Sous-famille
Les Apaturinae sont une sous-famille de lépidoptères (papillons) de la famille des Nymphalidae.

## Systématique
Cette sous-famille a été décrite par l'entomologiste français Boisduval en 1840. Le genre type est Apatura.

## Liste des genres
Selon FUNET Tree of Life (28 janvier 2020), les Apaturinae comportent les 22 genres suivants (pour environ 90 espèces au total) :
- Apatura Fabricius, 1807
- Apaturina Herrich-Schäffer, 1864
- Apaturopsis Aurivillius, 1898
- Asterocampa Röber, 1916
- Chitoria Moore, [1896]
- Dilipa Moore, 1857
- Doxocopa Hübner, [1819]
- Euapatura Ebert, 1971
- Eulaceura Butler, [1872]
- Euripus Doubleday, [1848]
- Helcyra Felder, 1860
- Herona Doubleday, [1848]
- Hestina Westwood, [1850]
- Hestinalis Bryk in Stichel, 1938
- Lelecella Hemming, 1939
- Mimathyma Moore, [1896]
- Protapatura Shirôzu & Saigusa, 1971
- Rohana Moore, [1880]
- Sasakia Moore, [1896]
- Sephisa Moore, 1882
- Thaleropis Staudinger, 1871
- Timelaea Lucas, 1883

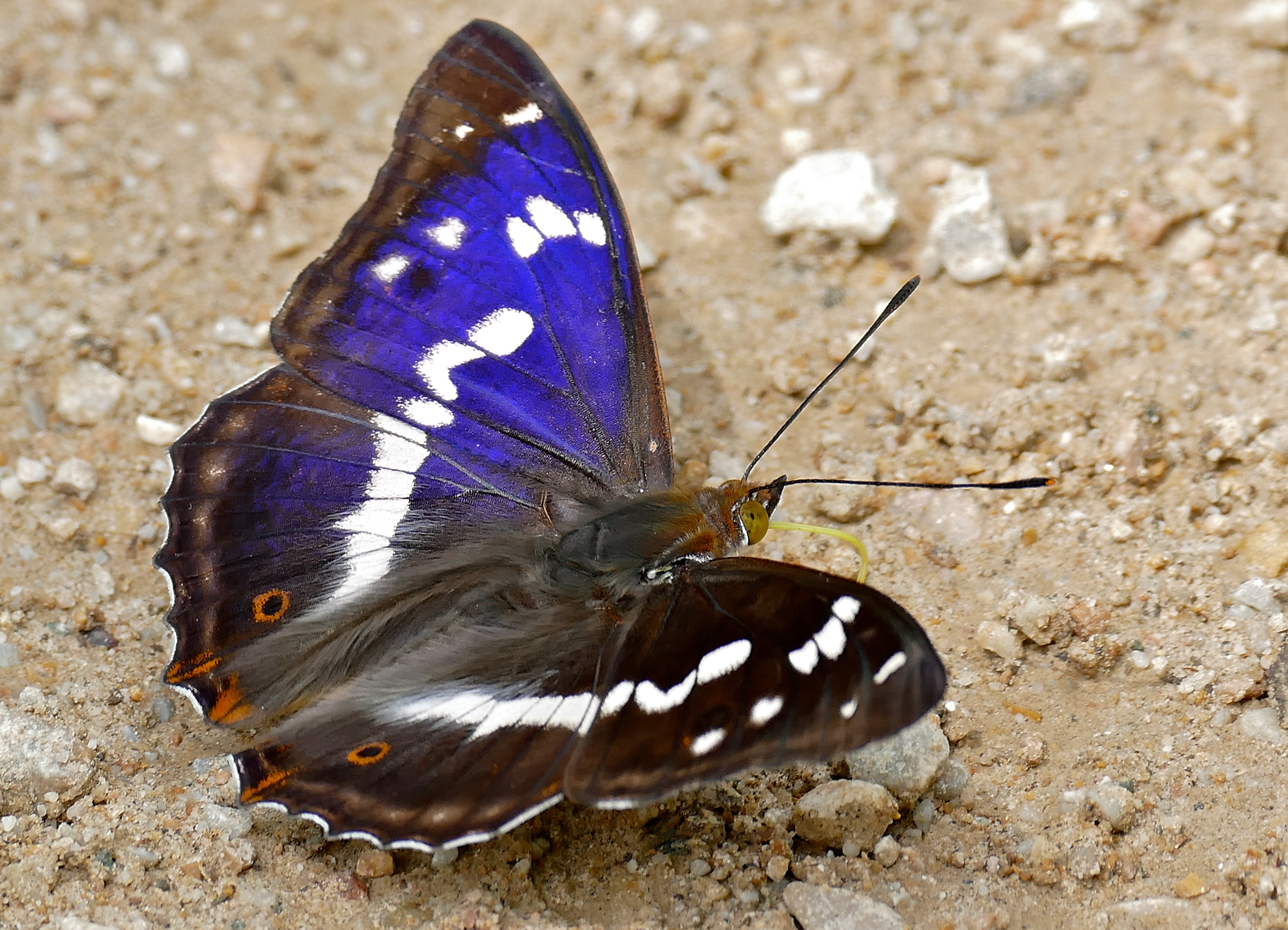
Apatura iris
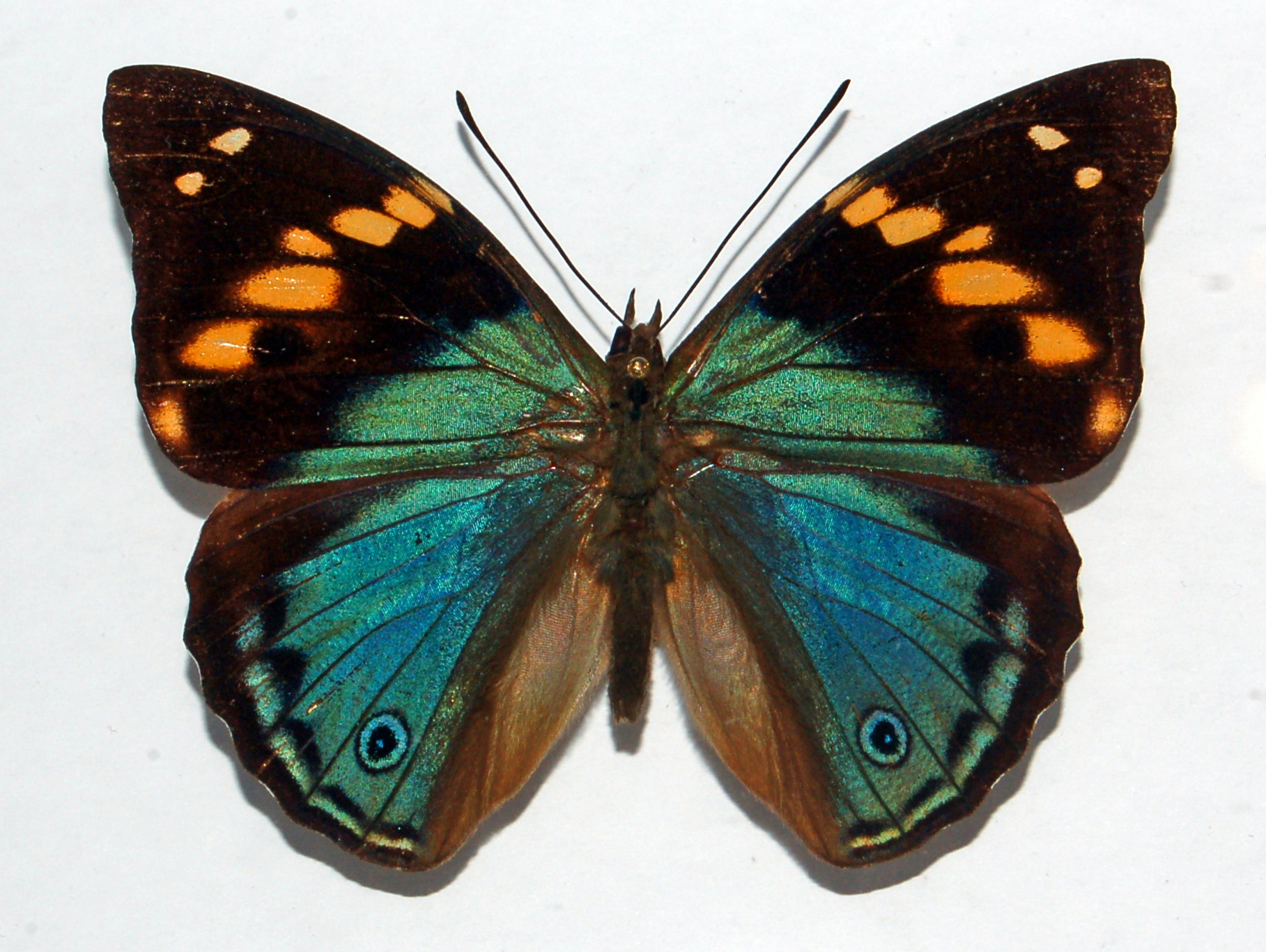
Apaturina erminea
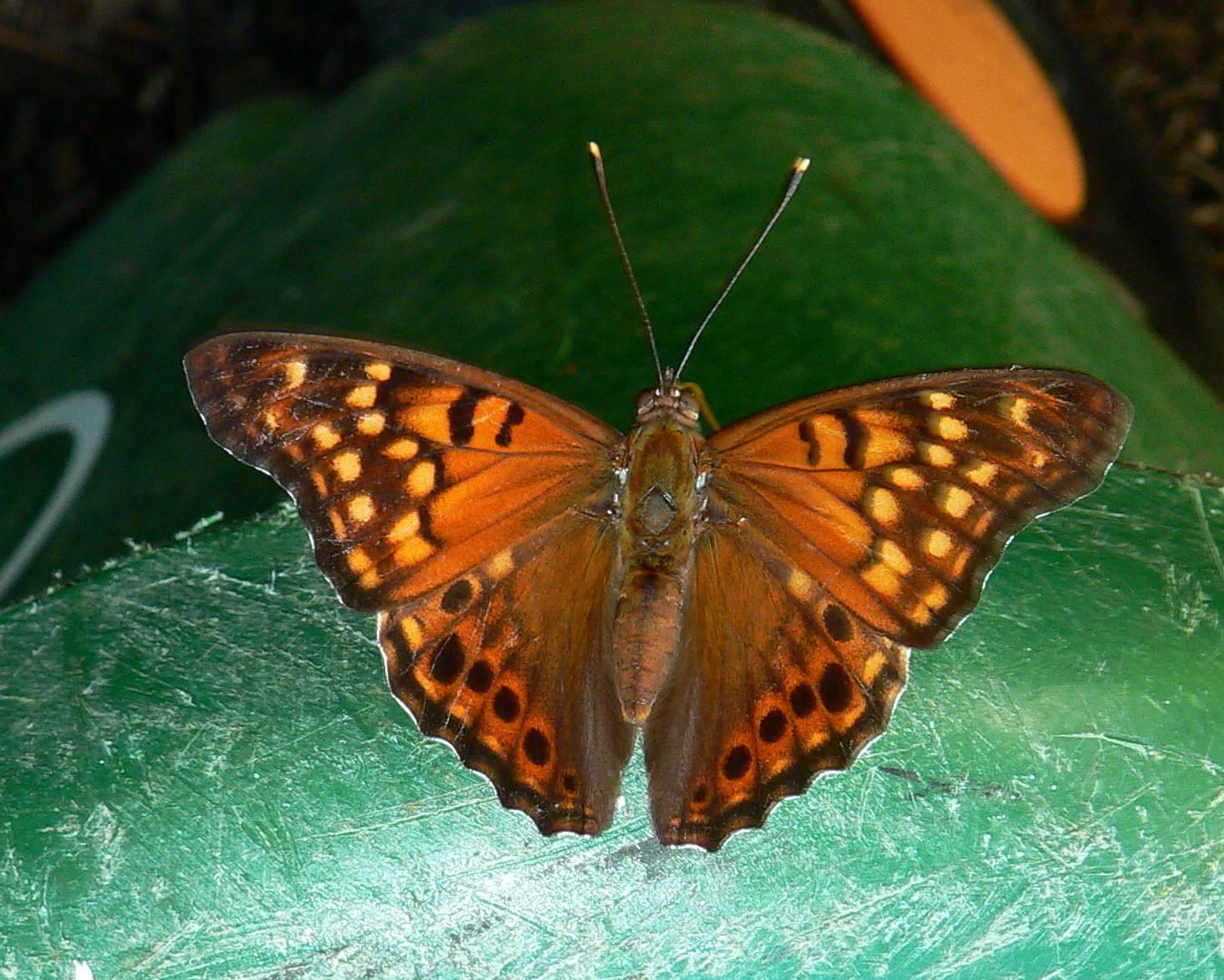
Asterocampa clyton
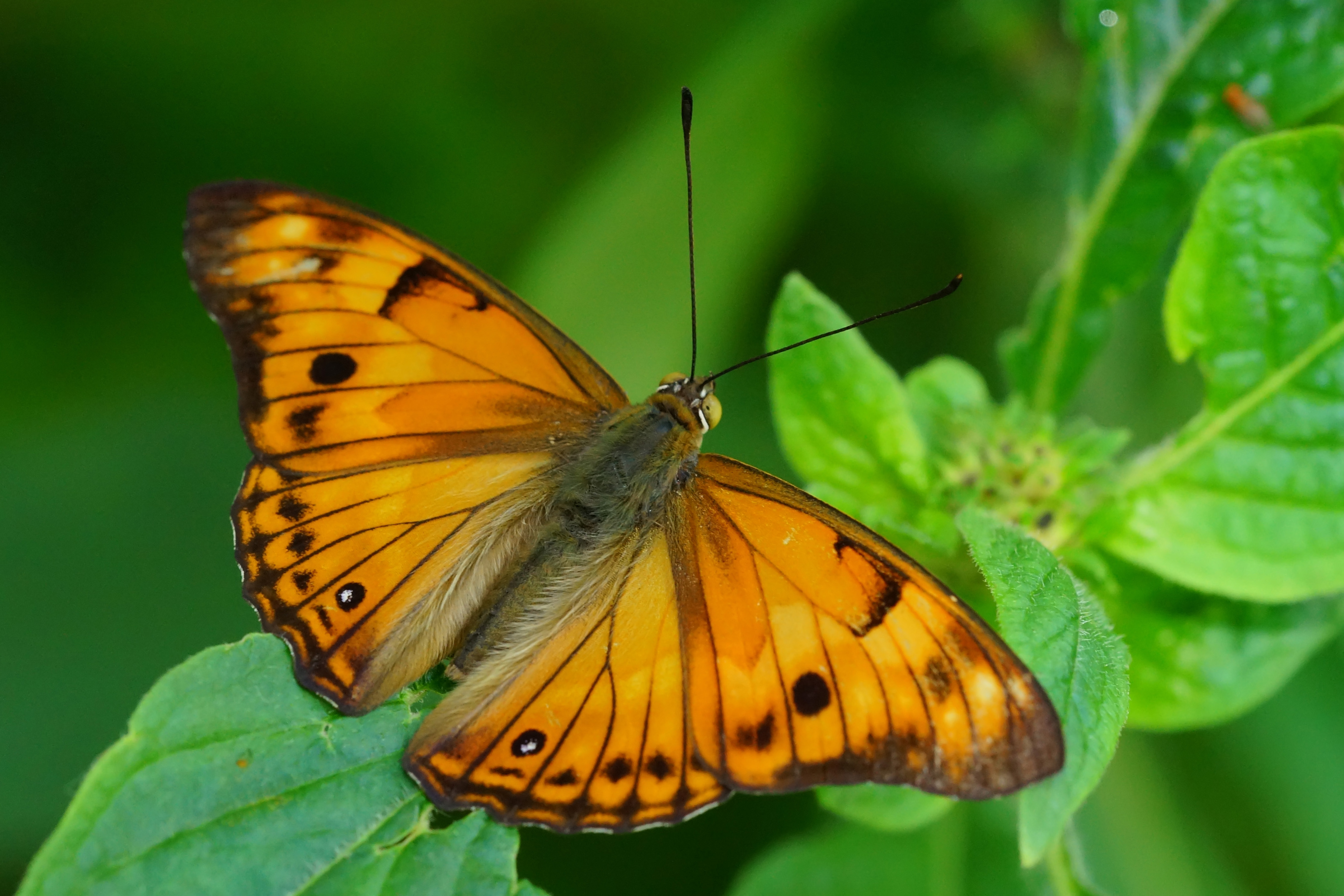
Chitoria chrysolora
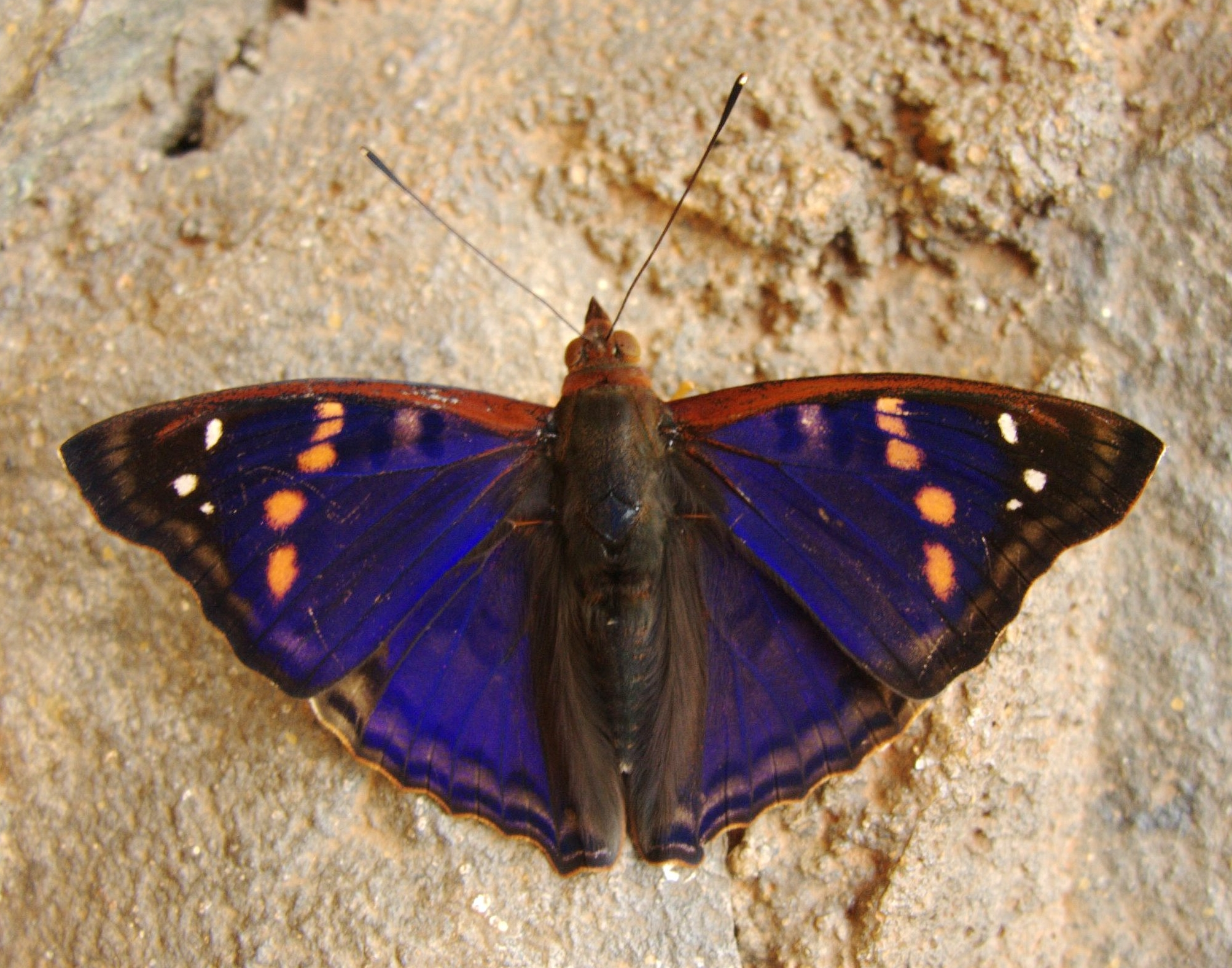
Doxocopa agathina
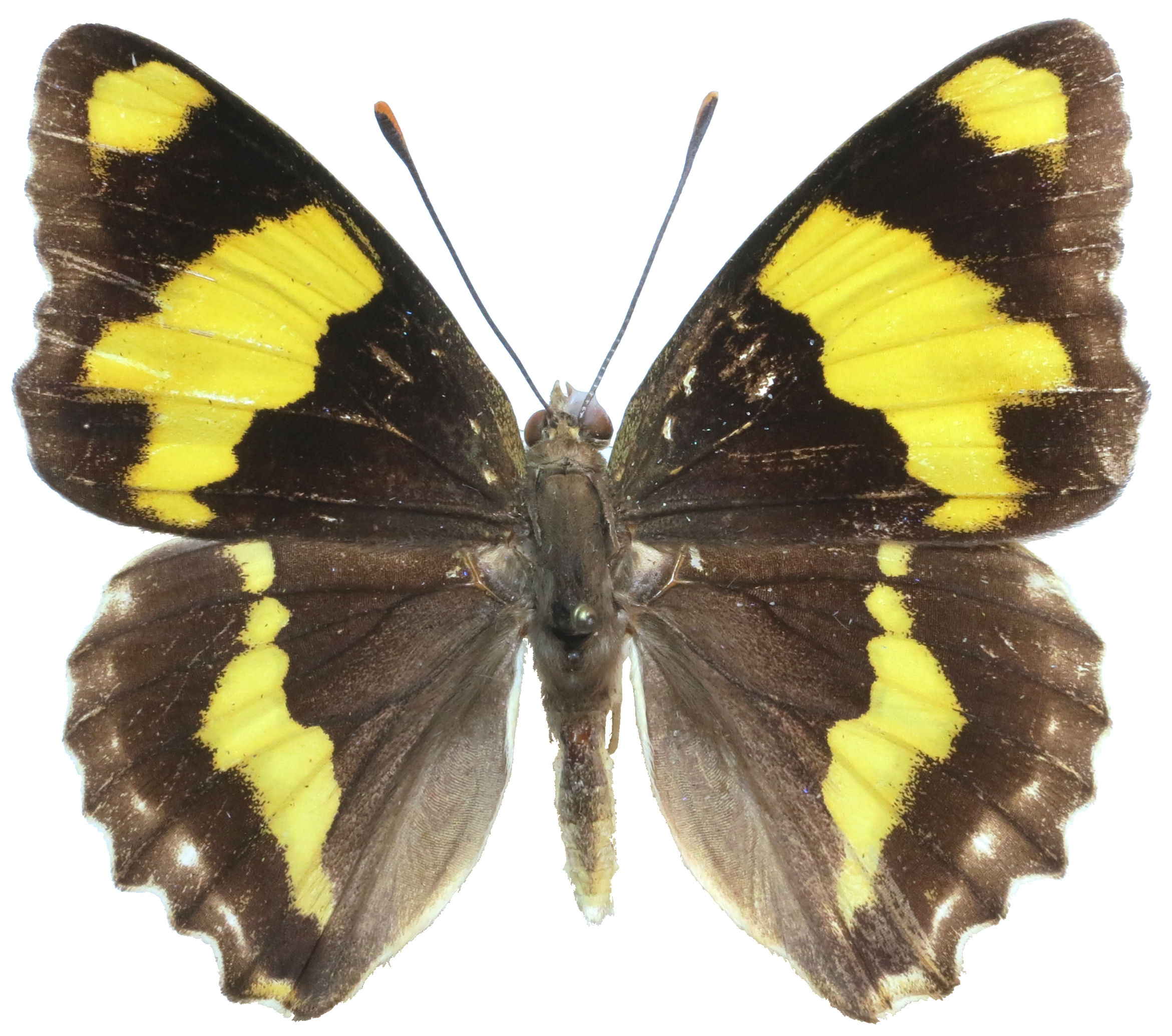
Euapatura mirza
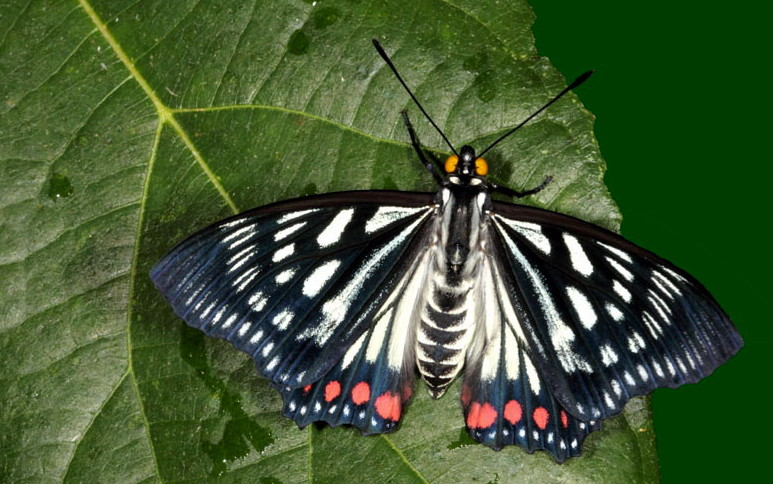
Euripus consimilis
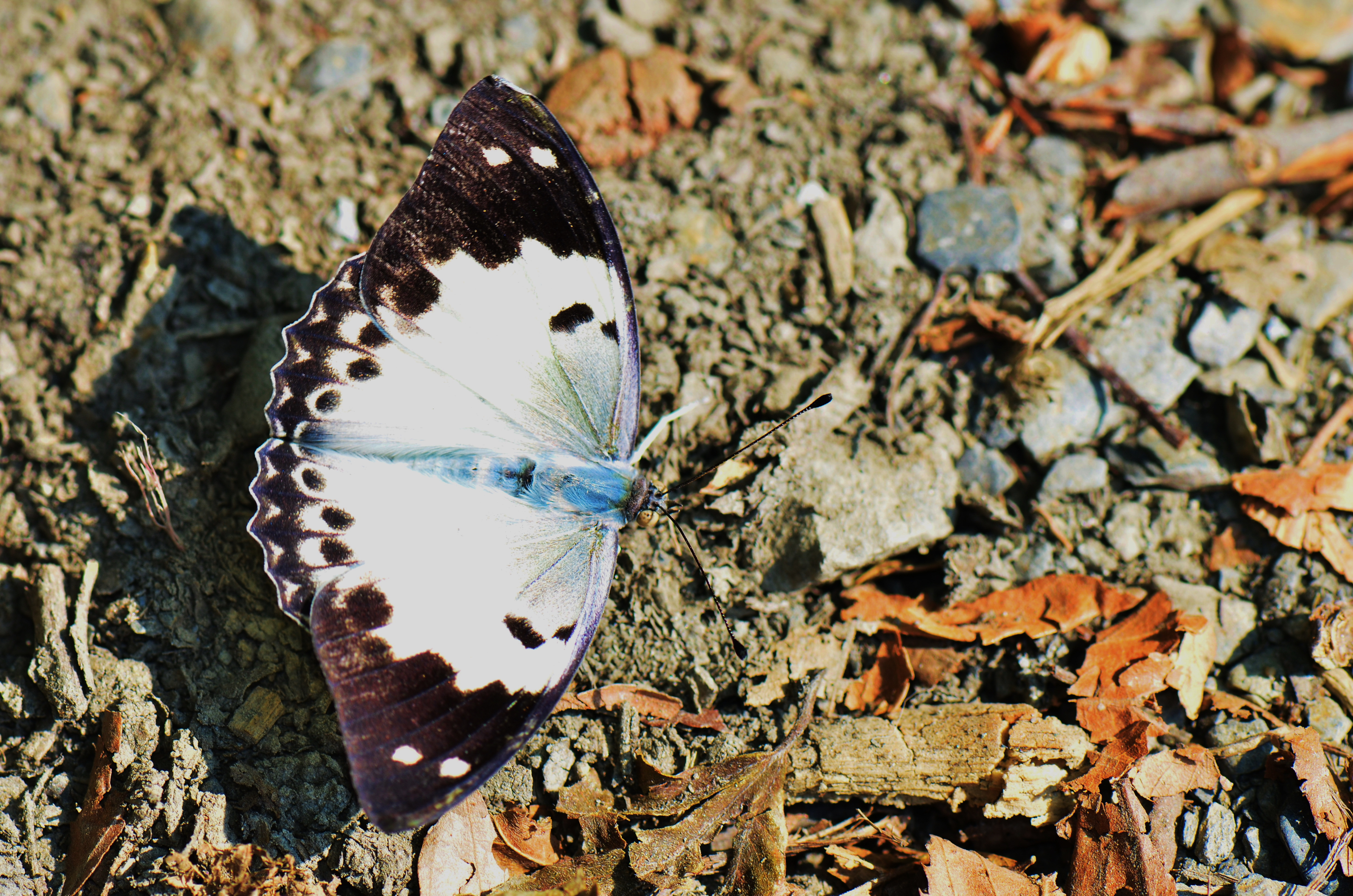
Helcyra chionippe
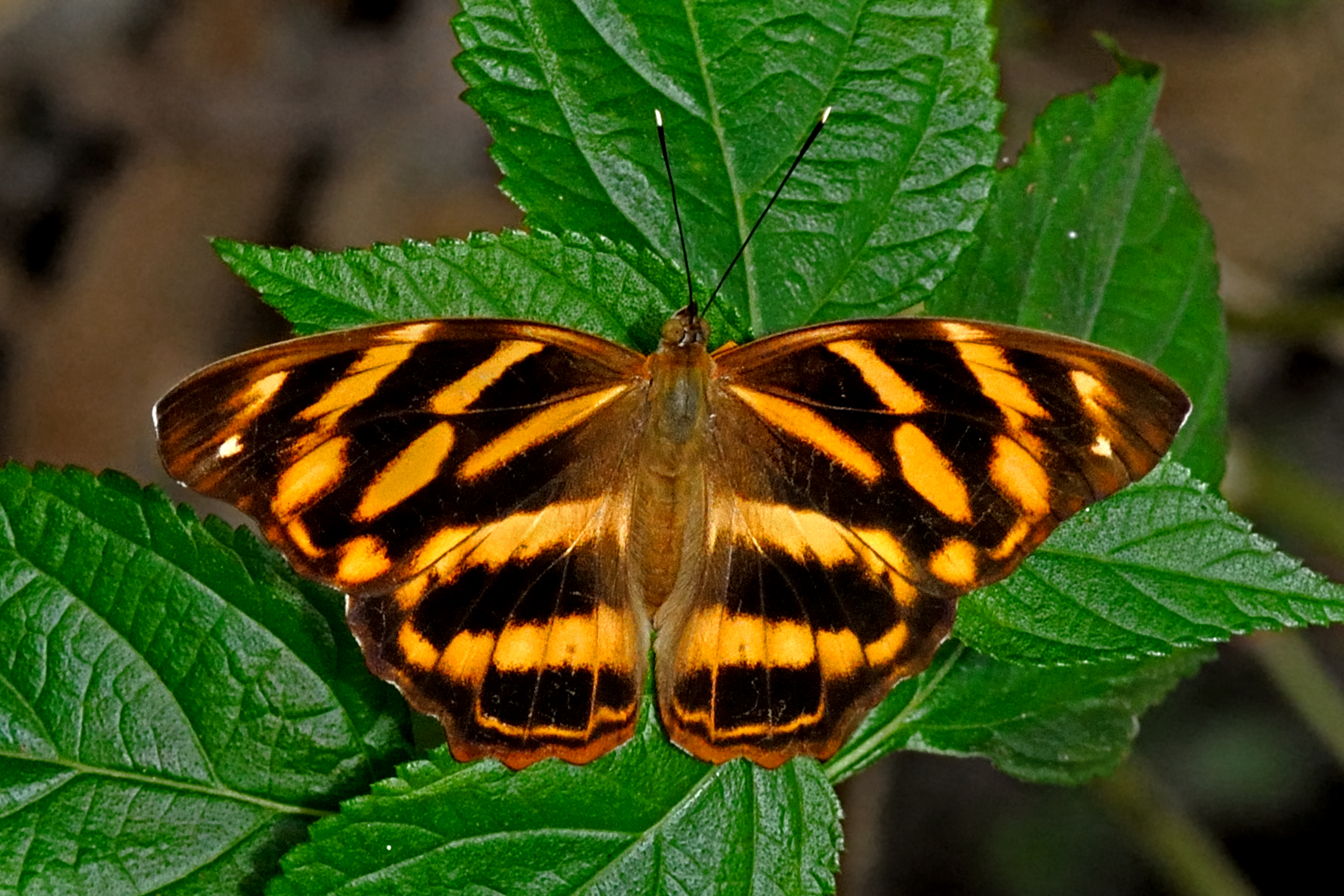
Herona marathus
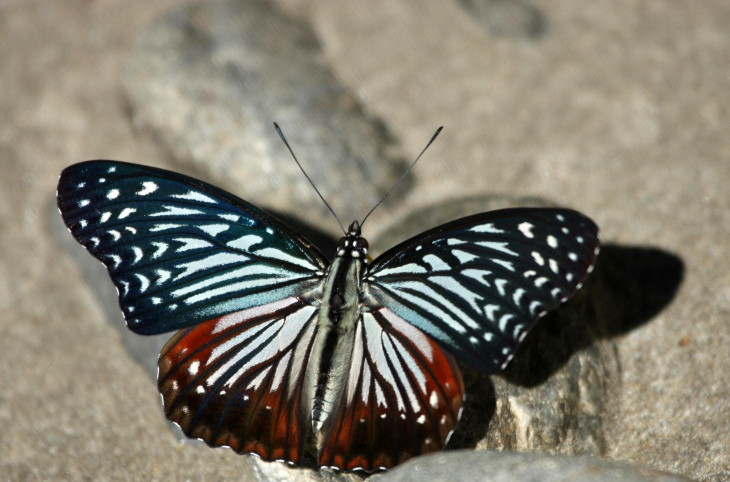
Hestina nama
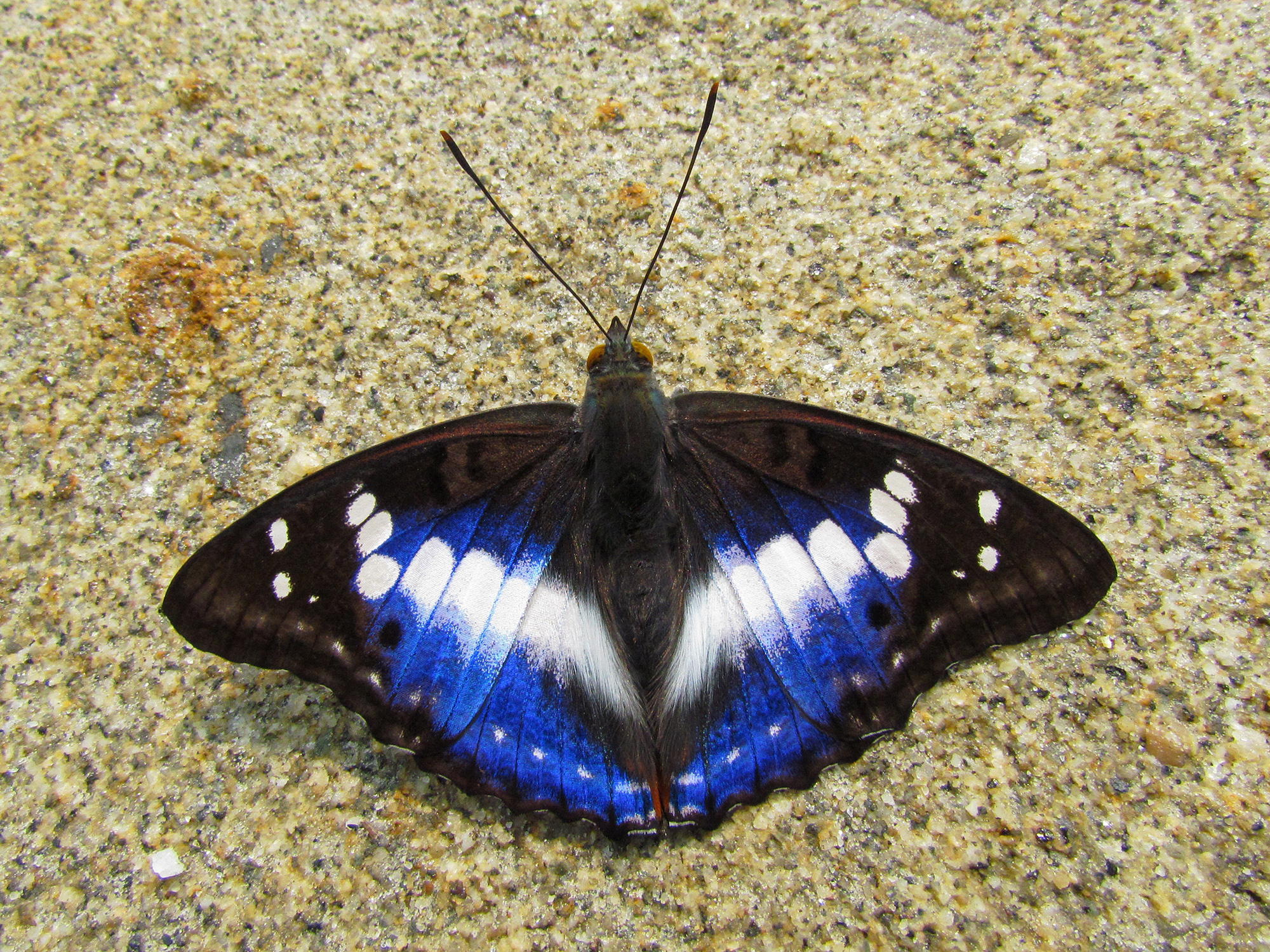
Mimathyma ambica
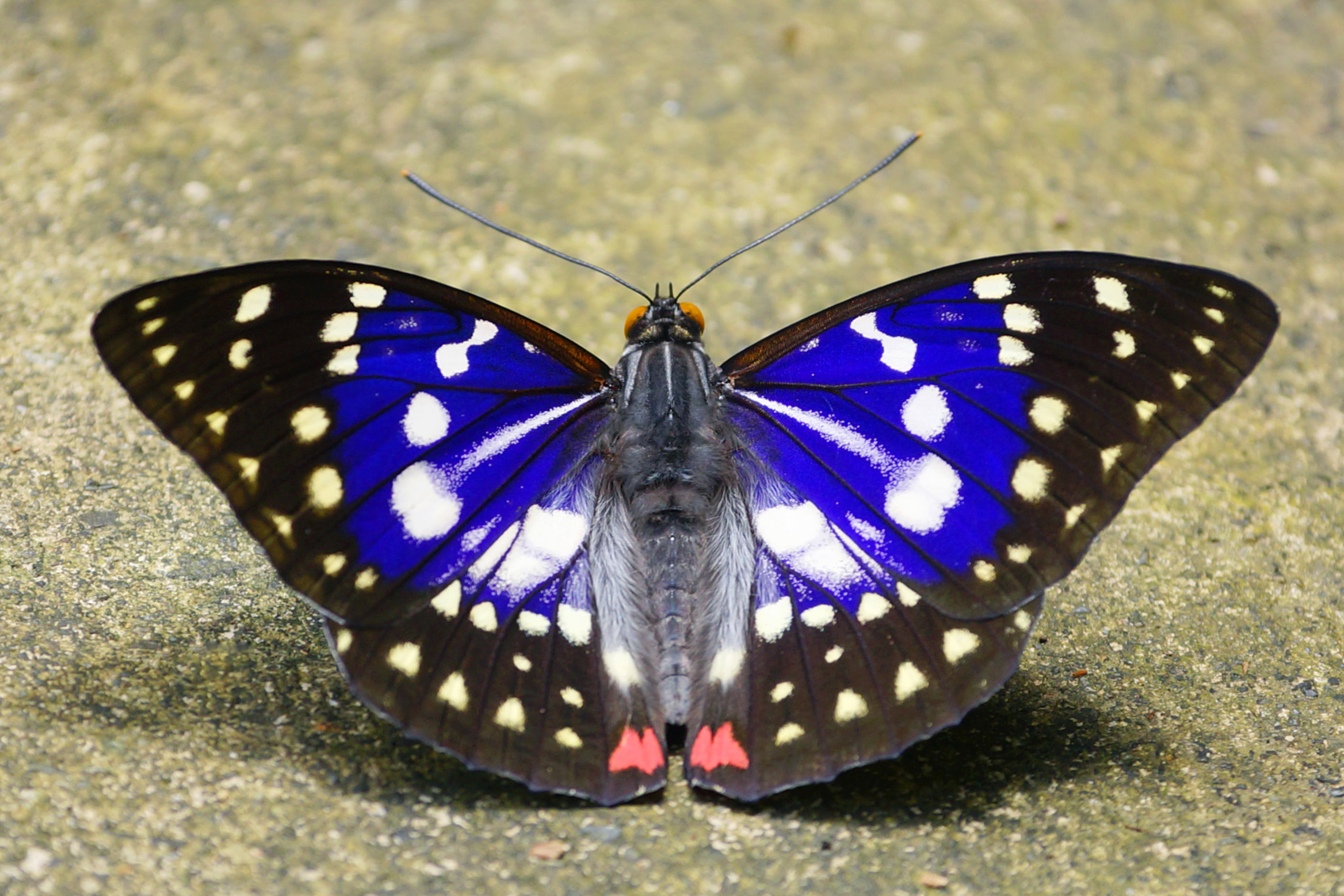
Sasakia charonda
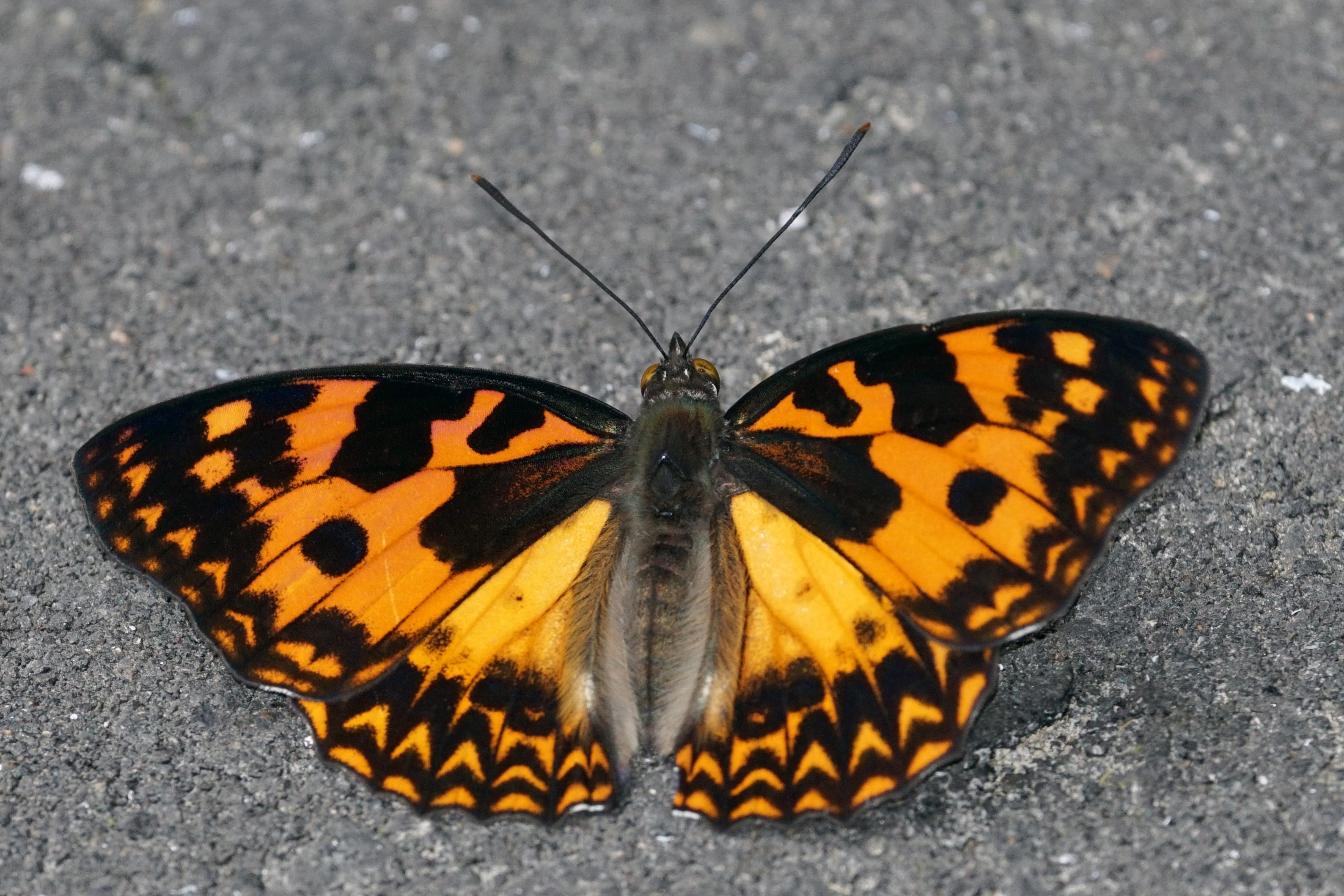
Sephisa daimio
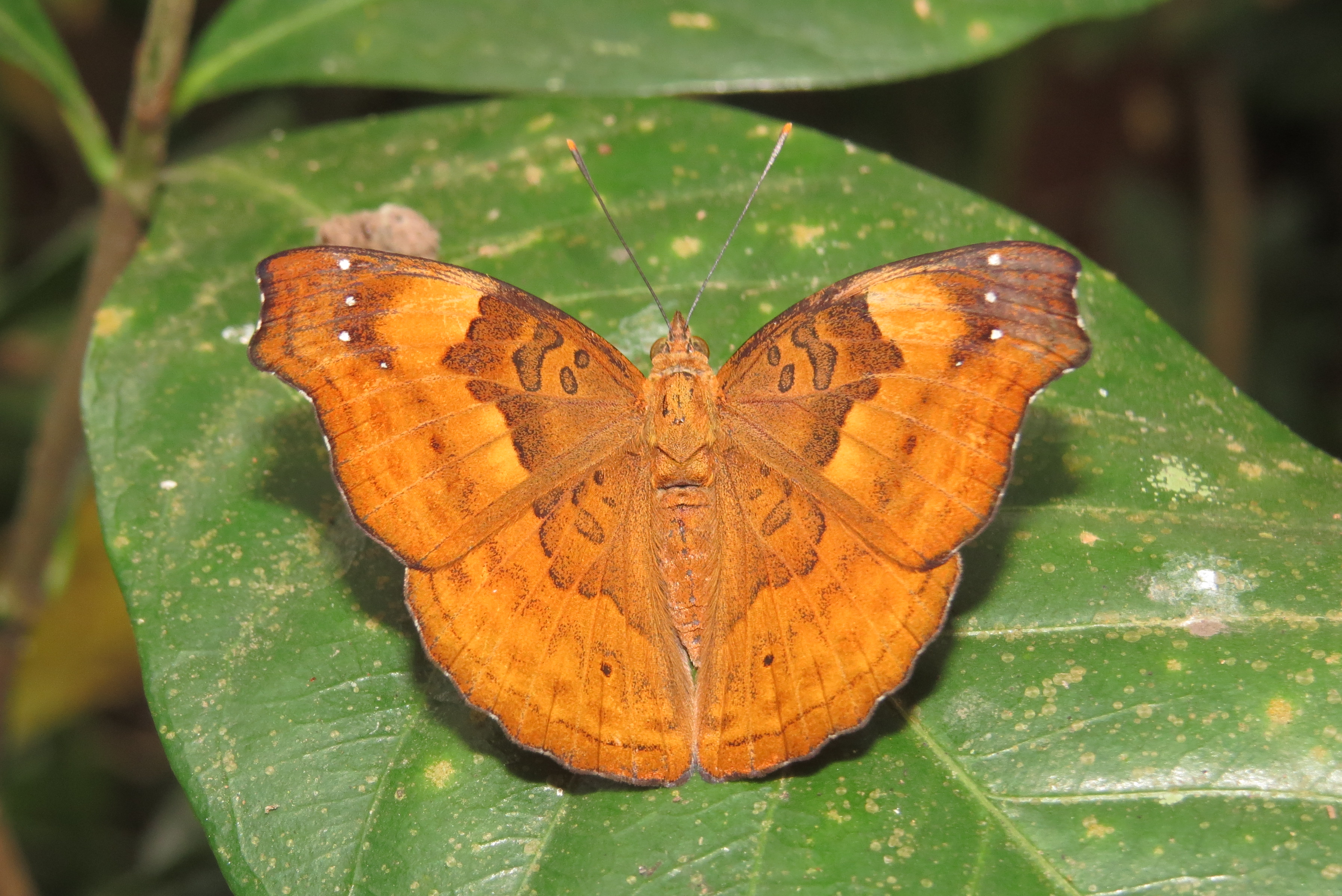
Rohana parisatis
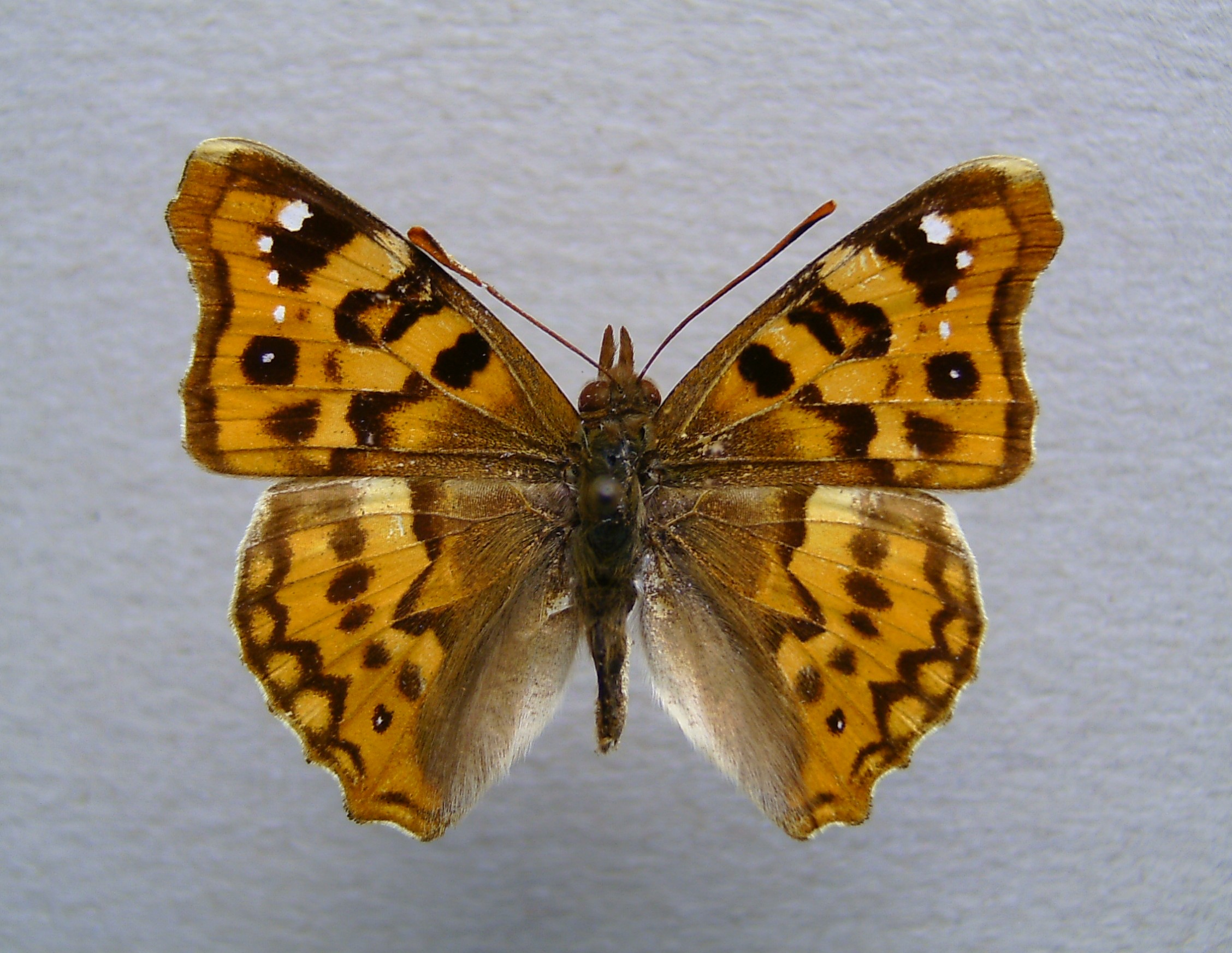
Thaleropis ionia
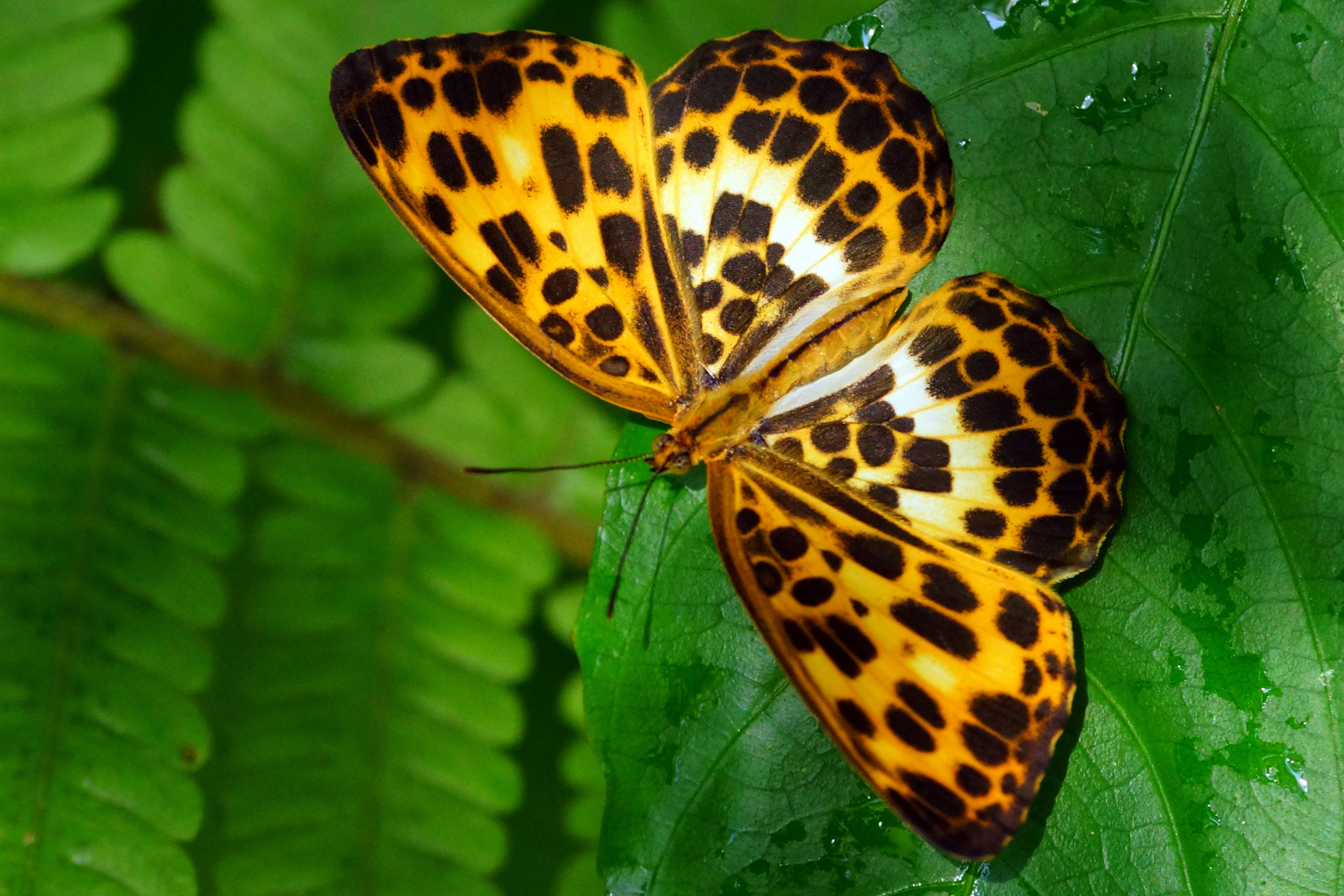
Timelaea albescens

## Répartition
La sous-famille des Apaturinae a une répartition cosmopolite, et elle est particulièrement diversifiée en Asie orientale.
En revanche, seules trois espèces sont présentes en Europe de façon certaine : Apatura ilia, A. iris, A. metis.